# Dunkle Binsenjungfer

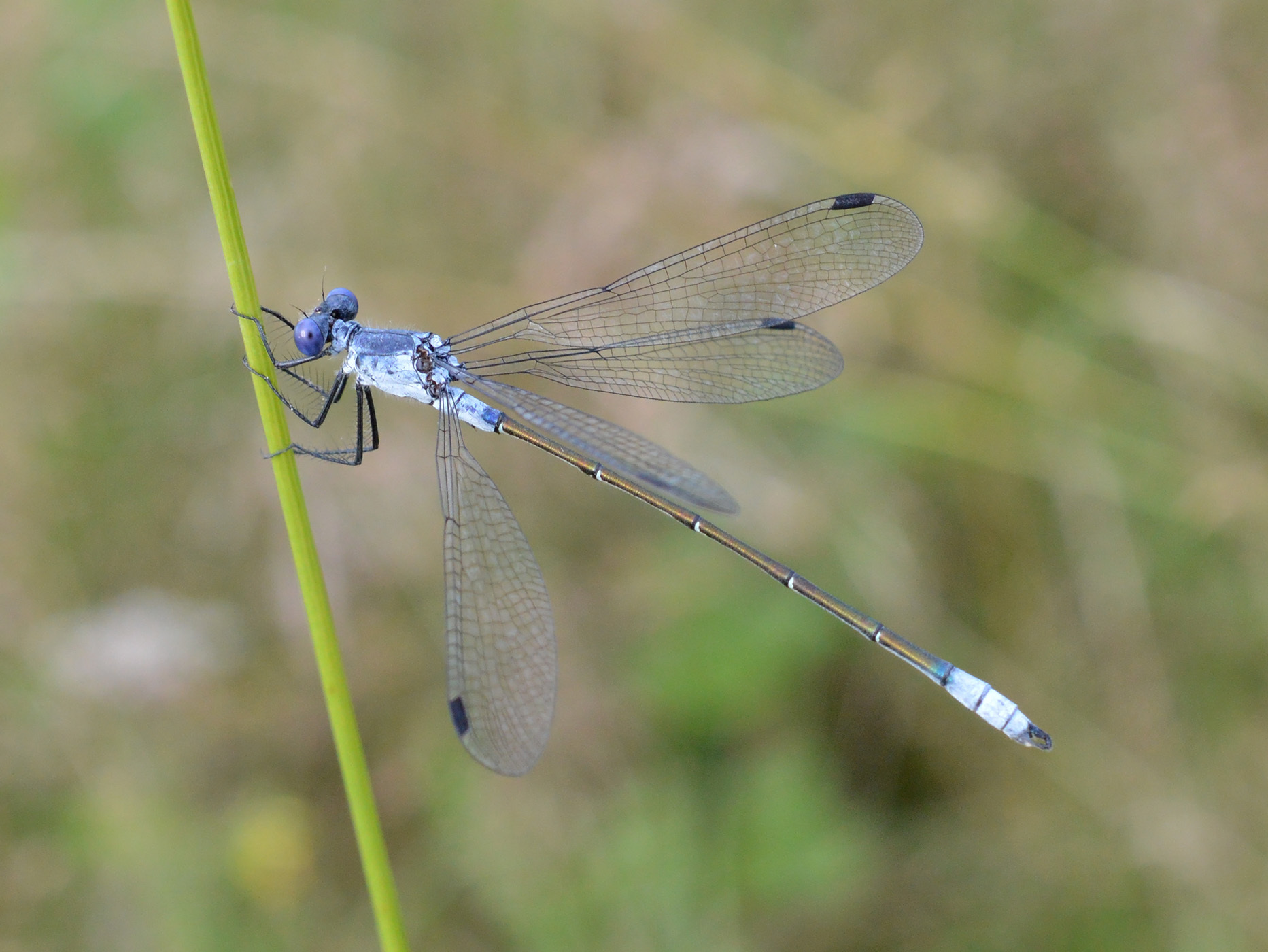
Dunkle Binsenjungfer (Lestes macrostigma), Männchen in Bulgarien

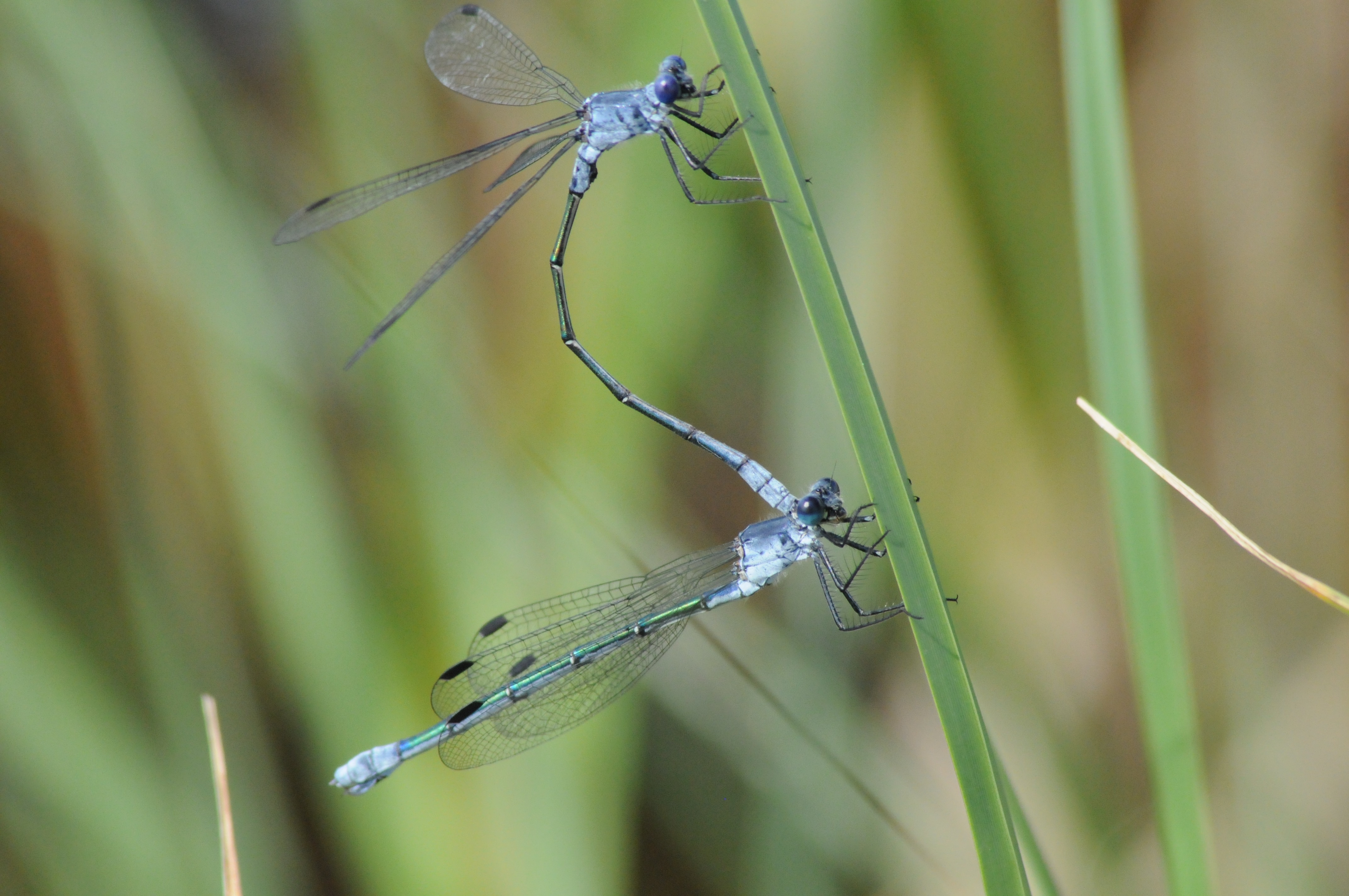
Kurz vor der Eiablage, Tandem der Dunklen Binsenjungfer (Lestes macrostigma) in Frankreich

Die Dunkle Binsenjungfer (Lestes macrostigma) ist eine Libelle der Gattung der Binsenjungfern (Lestes) und gehört zur Familie der Teichjungfern (Lestidae).

## Beschreibung
Die Libellen erreichen eine Flügelspannweite von 5 bis 5,5 Zentimetern. Sie sind am Kopf und Thorax hellblau und am Körper kräftig blau bis blauschwarz gefärbt. Sie haben ein schwarzes Abdomen, das am Ende ebenfalls hellblau gefärbt und leicht verdickt ist. Im Allgemeinen ist die Art düsterer gefärbt als andere Binsenjungfern. Auffällig sind die langen, dunklen Flügelmale, welche sich über drei Zellen erstrecken. Auf dieses Merkmal nimmt auch der Namensteil „macrostigma“ Bezug. Die Färbung der adulten Libellen beider Geschlechter ist im Alter am Hinterleibsende und am Thorax blau bereift.

## Ähnliche Arten
Die Dunklen Binsenjungfern sehen den anderen Binsenjungfern ähnlich, sind aber durch das lange Flügelmal leicht zu unterscheiden.

## Vorkommen
Das Hauptvorkommen der Dunklen Binsenjungfer befindet sich in Süd-, Südost- und in Mitteleuropa. Sie ist aber nur lokal vertreten und vor allem im Mittelmeergebiet um Griechenland weit verbreitet. Sie kommt daneben vor allem in Küstengebieten am Atlantik, Schwarzen Meer und in der Pannonischen Tiefebene in Ungarn und Ostösterreich am Neusiedler See vor. In Europa wurden Beobachtungen für Österreich, Bosnien und Herzegowina, Bulgarien, Kroatien, Zypern, Tschechien, auf dem Festland von Frankreich und in Korsika, Ungarn, in Italien nur auf Sardinien, Moldawien, auf dem Festland von Portugal, Rumänien, im ost- und südeuropäischen Teil von Russland, Serbien, Slowakei, auf dem Festland von Spanien, der Türkei und der Ukraine aufgezeichnet. Sie wurde gelegentlich in Slowenien in der Region Bela krajina beobachtet. In Deutschland wurde sie im Jahr 1997 im Murnauer Moos beobachtet.
Ihr Vorkommen unterliegt jährlichen Schwankungen und kann nach einem massenhaften Vorkommen im darauffolgenden Jahr vollständig fehlen. Im Nationalpark Coto de Doñana in Spanien galt sie als ausgestorben, bevor in bestimmten Jahren riesige Schwärme beobachtet werden konnten.

## Lebensraum
Die Dunkle Binsenjungfer besiedelt ausgedehnte, flache und vorzugsweise brackige Wasserflächen mit einem niedrigen Wasserstand. Diese Lebensräume trockenen im Sommer vollständig aus. Für eine erfolgreiche Larvenentwicklung ist die Dunkle Binsenjungfer auf Niederschläge, die zu niedrigen Überschwemmungen führen, vom Spätherbst bis in das späte Frühjahr angewiesen. Die Ufervegetation dieser Wasserflächen ist mit Binsen oder Simsen bewachsen und sie dienen der Dunklen Binsenjungfer als Fortpflanzungsgewässer. Im Mittelmeerraum werden Brackwasserseen oder salzige Lacken besiedelt. Für Deutschland und für die wenigen Beobachtungen der Libellenart in Bayern wird vermutet das eine Besiedlung aufgrund der ungünstigen klimatischen Bedingungen und fehlender, geeigneter Habitate nicht erfolgen kann. Die Dunkle Binsenjungfer besiedelt Lebensräume in Höhenlagen von Meereshöhe bis 150 m.

## Lebensweise
Der Imaginalschlupf der Dunklen Binsenjungfer findet von Mitte Mai bis Anfang Juli statt. Ihre Flugzeit reicht von Mitte Mai bis Anfang August und in bestimmten Verbreitungsgebieten bis September. Im Mittelmeerraum Spaniens und der Türkei wurde sie bereits Ende Februar und im März beobachtet. Das Verhalten der Tiere ist dem der anderen Binsenjungfern sehr ähnlich. Die Imagines findet man meistens auf senkrechten Pflanzenteilen sitzend, dort vollzieht sich auch die Paarung im Paarungsrad. Die Eier werden im Tandem in aus dem Wasser ragenden, senkrechten Pflanzen, wie z. B. Binsen gestochen. Nur sehr selten findet die Eiablage ohne das Männchen statt. Besonders bei dieser Libellenart ist, dass sie weit umherfliegt.

## Entwicklung
Die Eier überwintern, bevor die Larven schlüpfen. Sie werden in verschiedenen Pflanzenarten ablegt und besonders häufig in Stängeln der Gewöhnlichen Strandsimse (Bolboschoenus maritimus). Seltener werden die Meerstrand-Binse (Juncus maritimus) und die Gewöhnliche Teichbinse (Schoenoplectus lacustris) zur Eiablage genutzt. Die Larven unterscheiden sich von den anderen Arten der Binsenjungfern (Lestes) durch einen sogenannten „Stiel“ im Basalteil der Fangmaske. Die Entwicklung von der Larve zur Libelle dauert ungefähr 8 bis 10 Wochen. Es wird davon ausgegangen, dass mehrere Generationen der Dunklen Binsenjungfer pro Jahr auftreten können. Die Nahrung der Larven besteht aus Kleinkrebsen und Mückenlarven.

## Gefährdung
Von der Weltnaturschutzunion IUCN wird die Dunkle Binsenjungfer in der Roten Liste gefährdeter Arten geführt. Sie weist ein fragmentiertes Verbreitungsgebiet mit extremen Schwankungen in der Populationsentwicklung und der Anzahl geschlechtsreifer Individuen auf. Für die meisten Regionen in Europa sind Daten zu Beobachtungen rar oder fehlen ganz. Das derzeitige Verbreitungsgebiet liegt knapp über dem Schwellenwert zur Einstufung als gefährdet. Daher wurde die Art als potenziell gefährdet  eingestuft. In der Roten Liste für Deutschland wurde für die Dunkle Binsenjungfer kein Gefährdungsstatus zugeordnet, da sie lediglich als ein Vermehrungsgast mit einem seltenen Einflug im Sommer gilt.